# Municipio de Marrs
El municipio de Marrs (en inglés: Marrs Township) es un municipio ubicado en el condado de Posey en el estado estadounidense de Indiana. En el año 2010 tenía una población de 5177 habitantes y una densidad poblacional de 38,36 personas por km².

## Geografía
El municipio de Marrs se encuentra ubicado en las coordenadas 37°57′24″N 87°45′51″O / 37.95667, -87.76417. Según la Oficina del Censo de los Estados Unidos, el municipio tiene una superficie total de 134.95 km², de la cual 133,39 km² corresponden a tierra firme y (1,16 %) 1,56 km² es agua.

## Demografía
Según el censo de 2010, había 5177 personas residiendo en el municipio de Marrs. La densidad de población era de 38,36 hab./km². De los 5177 habitantes, el municipio de Marrs estaba compuesto por el 98,47 % blancos, el 0,19 % eran afroamericanos, el 0,23 % eran amerindios, el 0,31 % eran asiáticos, el 0,29 % eran de otras razas y el 0,5 % eran de una mezcla de razas. Del total de la población el 0,95 % eran hispanos o latinos de cualquier raza.